# Exstirpace
Exstirpace je proces, při kterém dochází k úplnému odstranění orgánu živočicha či rostliny. V lékařství se provádí exstirpace orgánu napadeného nádorem. V botanice se provádí exstirpace nezralých a zralých embryí za účelem jejich kultivace na živných půdách a regenerace celých jedinců.